# St-Léger (Cognac)
Die Kirche Saint-Léger in der Altstadt von Cognac ist dem heilgen Leodegar von Autun geweiht und war ursprünglich eine Prioratskirche des Mutterklosters Saint-Léger in Ebreuil (Auvergne). Seit dem Jahr 1883 ist das Bauwerk als Monument historique eingestuft.

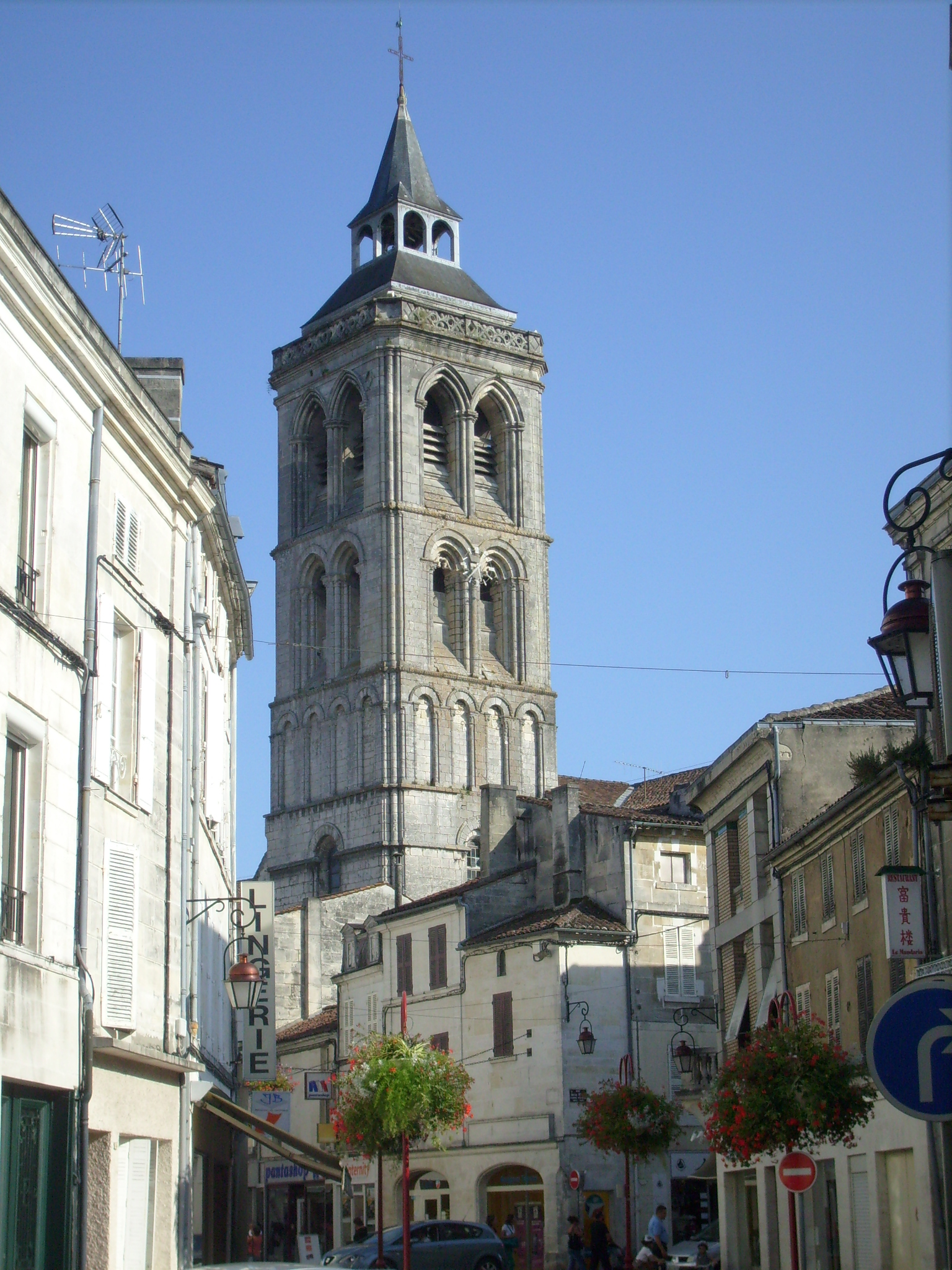
Saint-Léger in Cognac

## Baugeschichte

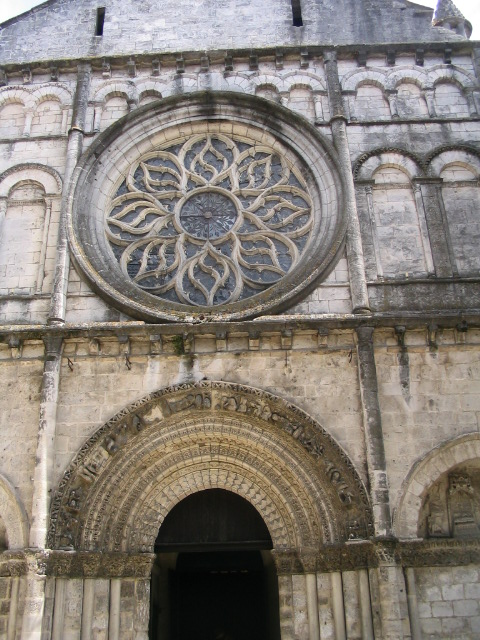
Cognac, Saint-Léger – dreigeschossige romanische Fassade mit Archivoltenportal, spätgotischer Fensterrose und dekorlosem Giebelfeld

Nach dem Abriss eines – möglicherweise hölzernen – Vorgängerbaus wurde mit dem Neubau der heutigen Kirche um das Jahr 1130 begonnen; die Kirche wurde aber in den nachfolgenden Jahrhunderten immer wieder ergänzt und in erheblichem Maße umgestaltet: Im 13. Jahrhundert wurde die Chorpartie samt Querhaus erneuert und zu einer dreischiffigen Anlage umgewandelt; die Rippengewölbe im Kirchenschiff wurden im 14. Jahrhundert anstelle der ehemaligen Kuppeln eingezogen. Die spätgotische achtblättrige Fensterrose über dem Westportal ist ein Geschenk Jean d’Orleans', des Großvaters von Franz I., anlässlich der Freilassung aus seiner 25 Jahre dauernden englischen Gefangenschaft im Jahre 1440 – sie zeigt ein ausgeprägtes Maßwerk im Flamboyant-Stil. Vom Ende der Hugenottenkriege (1562–1598) bis zum Jahr 1622 diente die Kirche als protestantisches Gotteshaus (temple); in dieser Zeit wurden viele Skulpturen und sämtliche Reliquien zerstört. In der Zeit der Gegenreformation besetzten Benediktiner-Mönche die Klosteranlage und erneuerten die ehemaligen Prioratsgebäude; sie blieben bis zur Auflösung des Klosters während der Französischen Revolution. Seit dieser Zeit dient die Kirche als Pfarrkirche der Stadt.
In den Jahren 1845 bis 1860 erfolgten umfangreiche Restaurierungsmaßnahmen unter der Leitung von Paul Abadie, dem – wegen seiner wenig einfühlsamen Vorgehensweise bei Restaurierungen mittelalterlicher Kirchen – nicht ganz unumstrittenen Architekten der Kathedrale Saint-Front in Périgueux und von Sacré-Cœur auf dem Montmartre in Paris; in Cognac beabsichtigte er die Entfernung der Fensterrose und deren Ersatz durch Rundbogenfenster.

## Architektur

### Glockenturm
Der monumentale und schon von weitem sichtbare Glockenturm stammt aus der 2. Hälfte des 12. Jahrhunderts. Er steht nicht im Westen der Kirche, sondern in der Mitte der Nordseite und strebt in mehreren Geschossen in die Höhe; er behält seinen quadratischen Querschnitt bis nach oben bei und leitet nicht – wie im Süden Frankreichs üblich – in ein Oktogon über. Seine unteren Geschosse zeigen noch romanische Rundbögen, während die Schallöffnungen des eigentlichen Glockengeschoss angespitzt sind und somit schon gotische Einflüsse verraten. Der massive Charakter des Bauwerks wird durch eingestellte Dienste in den Ecken des Turmes etwas abgemildert.

### Westfassade
Die in ihrem Aufriss dreigeteilte Westfassade ist der älteste Teil der heutigen Kirche.

#### Untere Ebene
Wichtigster Bauteil der – wie ein dreibogiger antiker Triumphbogen gestalteten – unteren Ebene der Westfassade ist ein schönes tympanonloses Archivoltenportal im Stil der Saintonge mit vier Bogenläufen, von denen die drei inneren mit abstrakten Motiven geschmückt sind. Die äußere Archivolte zeigt dagegen die zwölf Tierkreiszeichen und die jeweils zugeordneten Monatsarbeiten:

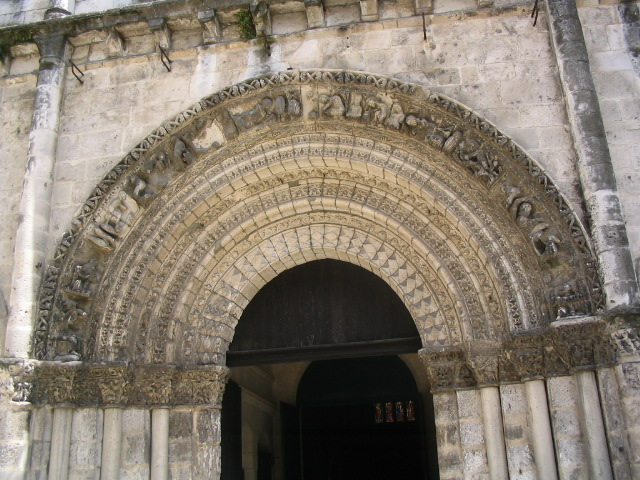
Portal mit Archivolten

- Wassermann: eine sitzende Figur symbolisiert den Winter
- Fische: ein sitzender Mann wärmt sich am Feuer
- Widder: ein Mann beschneidet die Obstbäume
- Stier: eine Frau jätet Unkraut(?)
- Zwillinge: (die Figur ist zerstört)
- Krebs: ein Mann erntet das Getreide
- Löwe: eine Frau wäscht die Kleidung
- Jungfrau: ein Mann drischt das Getreide
- Waage: ein Bauer bei der Weinlese
- Schütze: ein Mann sammelt Eicheln
- Skorpion: ein Mann füttert ein Schwein
- Steinbock: ein Mann sitzt am Tisch

Schütze und Skorpion sind in ihrer Reihenfolge vertauscht. Der Krebs ähnelt eher einer Schildkröte; der Schütze ist als Katze dargestellt – möglicherweise ein (Geheim-)Zeichen wandernder Gesellen. Eine Jakobsmuschel verweist auf den Pilgerweg nach Santiago de Compostela – Cognac liegt an einer Nebenstrecke.
Weitgehend zerstörte Figurenreliefs in den Tympanonfeldern der kleineren seitlichen Scheinportale zeigen die Erscheinung Christi (Epiphanie) nach seiner Auferstehung sowie das Pfingstwunder(?). Die untere Ebene schließt mit einem Konsolenfries.

#### Mittlere Ebene
Die mittlere Ebene ist durch ein Gesims zweigeteilt: Der untere Teil war wohl ursprünglich durchgängig mit einer Reihe von Blendarkaden geschmückt, die durch Lisenen und eingestellte Säulchen getrennt wurden. Unmittelbar über dem Portal dürfte(n) ehemals ein (oder drei?) Rundbogenfenster für etwas Licht im Innern der Kirche gesorgt haben; diese(s) Fenster wurde(n) jedoch im 15. Jahrhundert durch eine Flamboyant-Rose ersetzt, die die seitlichen Halbsäulenvorlagen teilweise überschneidet und sogar weit in den oberen Teil hineinragt. Wichtigste Elemente der Maßwerkrose sind sogenannte Fischblasen (oder auch 'Schneuz'), deren gekrümmte Linienführung erst das flammenartig züngelnde Ornament erzeugt, welches durch Krabben noch verstärkt wird. Auch die in den Spitzen auftretenden Kielbögen verdienen Beachtung. Der obere Teil des Geschosses wird aus einer Reihe von kleinen Blendarkaden gebildet, die nur noch von kleinen Säulchen getrennt werden. Auch die mittlere Ebene endet oben mit einem Konsolenfries.

#### Obere Ebene
Das Giebelfeld ist undekoriert. Zwei seitliche Öffnungen sorgen für die Belüftung des Dachstuhls. Seitlich aufgesetzt sind zwei kleine Türmchen wie man sie an vielen Kirchenbauten im weiter nördlich gelegenen Poitou (z. B. Notre-Dame-la-Grande de Poitiers, St-Pierre d’Airvault) findet.

### Innenraum

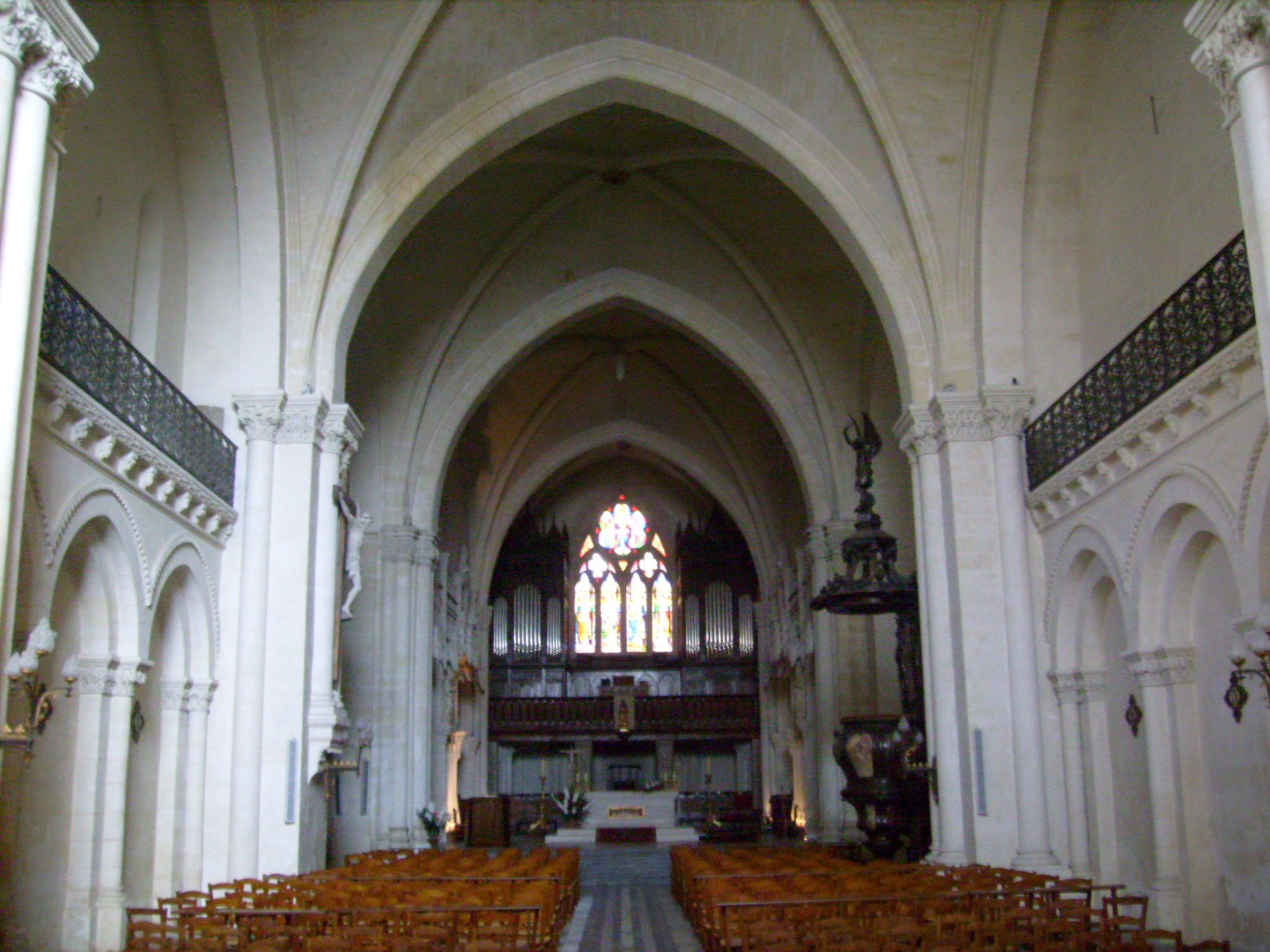
Kirchenschiff

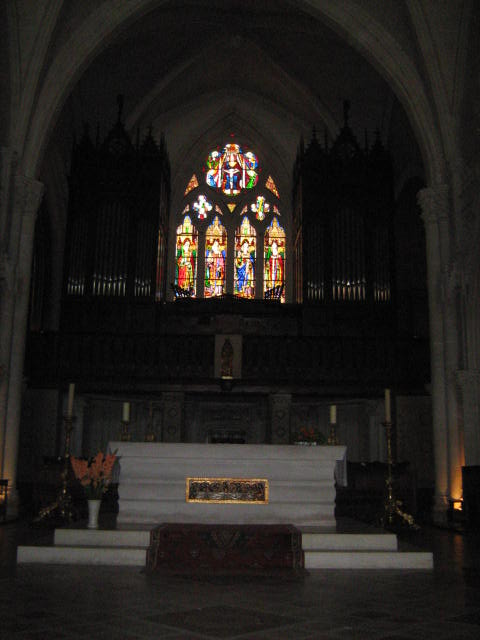
Chorfenster und Orgel

#### Kirchenschiff
Die von der dreigeteilten Portalzone suggerierte Dreischiffigkeit findet im Innern der Kirche keine Entsprechung: Das einzige Kirchenschiff ist ca. 31 Meter lang und ca. 11 Meter breit; die beiden Joche sind rippengewölbt. Die Gurtbögen sind tief heruntergezogen, so dass man davon ausgehen kann, dass die Kirche ursprünglich von Kuppeln überwölbt war. Die Seitenwände sind durch Blendarkaden mit darüber befindlichen Brüstungen aufgelockert.

#### Querschiff
Das im 13. Jahrhundert ergänzte Querschiff misst ca. 30 Meter in der Breite und ca. 4,75 Meter in der Tiefe. Im südlichen Querhausarm findet sich eine schöne Pietà-Gruppe des ausgehenden 19. Jahrhunderts sowie ein frühbarockes Tafelbild aus dem Jahr 1629 mit einer Darstellung der Himmelfahrt Mariens. Im nördlichen Querhausarm hängt ein querformatiges Tafelbild mit zwei Episoden aus dem Leben des Hl. Eutropius (Taufe einer jungen Frau; Enthauptung des Heiligen auf Geheiß des Vaters der Frau); Gott im Himmel zeigt sich demonstrativ oberhalb der Taufszene.

#### Chor
Der erhöht liegende dreischiffige Chorbereich stammt ebenfalls aus dem 13. Jahrhundert und ist in zwei Joche unterteilt, die beide mit Rippengewölben abschließen. Der Altar ist nochmals um zwei Stufen erhöht. Der Altarbereich beeindruckt durch sein reiches skulpturales Dekor in Stilformen der Spätgotik, das aber in seiner Gesamtheit ein Werk des 19. Jahrhunderts ist. Unterhalb der aus der Werkstatt des Orgelbaumeisters Henri Thébaud in Le Mans stammenden Orgel (1861) findet sich ein Chorgestühl aus dem 17. Jahrhundert. Das Fenster der flachen Rückwand zeigt Glasmalereien des 19. Jahrhunderts, darunter vier Bischöfe: Ausonius – erster Bischof von Angoulême; Eutropius – erster Bischof von Saintes; Caprasius – erster Bischof von Agen und Leodegar – Bischof von Autun und Kirchenpatron. Das Fenster wird eingerahmt von den beiden Prospekten der Orgel.

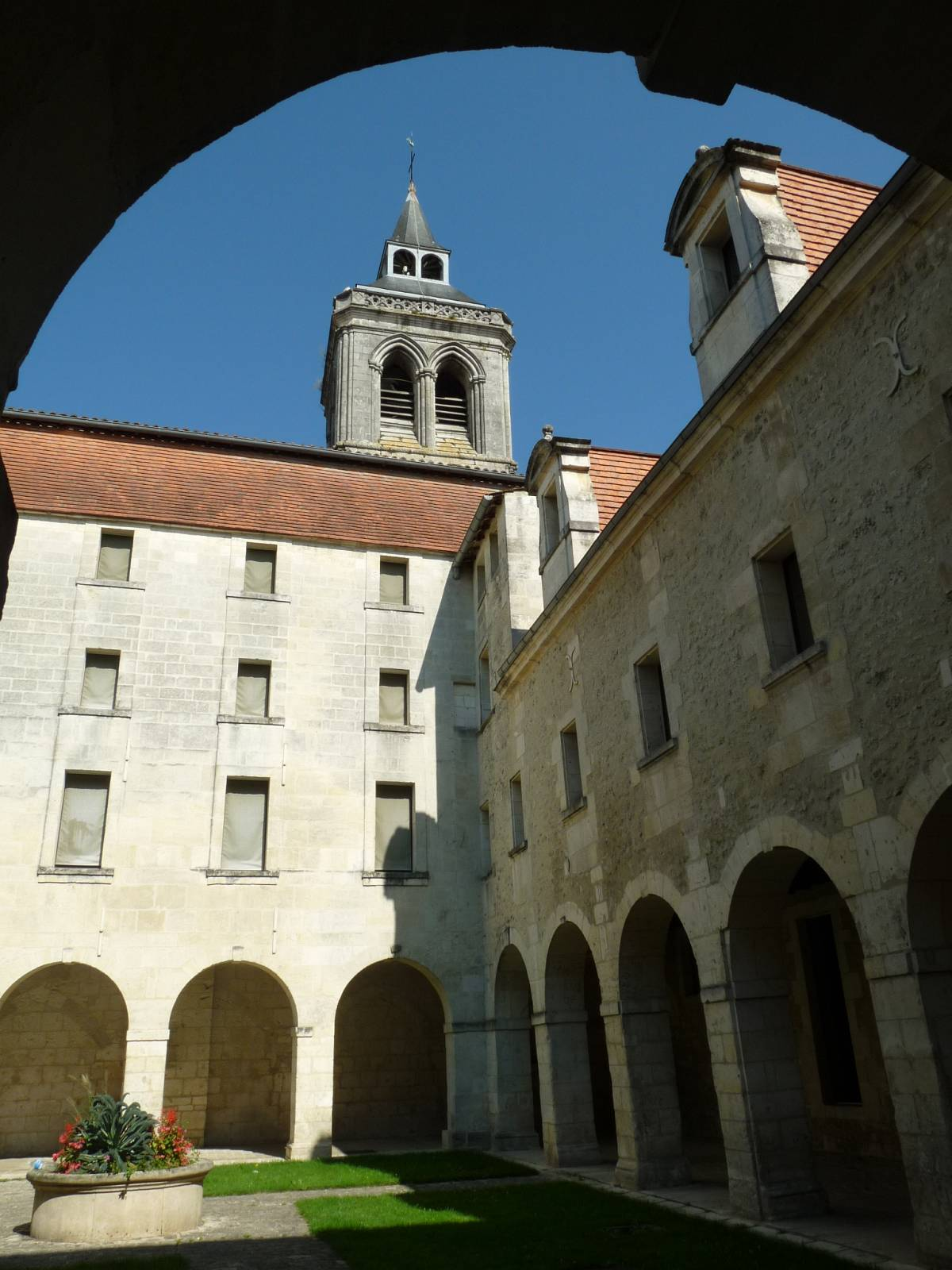
Prioratsgebäude

### Prioratsgebäude
Die ehemaligen Klausurgebäude (Kreuzgang, Refektorium, Dormitorium etc.) schließen südlich an die Klosterkirche an. Nach den Zerstörungen durch die Protestanten wurden sie von benediktischen Mönchen im 17. Jahrhundert – dem Zeitalter des Barock – teils mehrgeschossig, aber in äußerst strengen, ja beinahe asketischen Formen neu erbaut. Die Gebäude dienen heute als Stadtarchiv, als städtische Bibliothek und zu anderen Verwaltungszwecken; sie sind seit dem Jahr 1983 gesondert als Monument historique eingestuft.

## Orgel

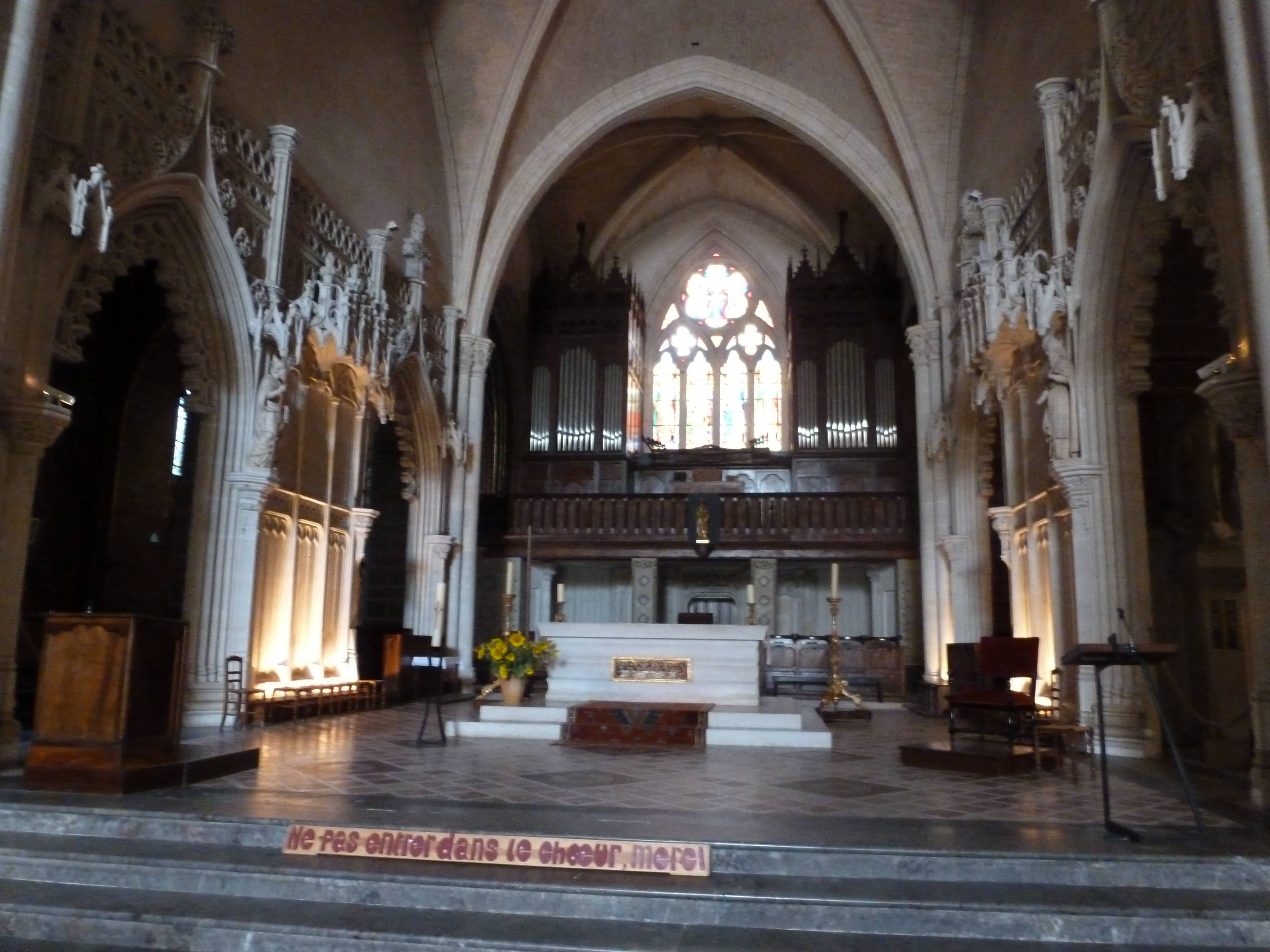
Blick auf die Orgel

Die Orgel geht zurück auf ein Instrument, das 1861 von dem Orgelbauer Henri Thébaud erbaut wurde. Erhalten sind lediglich das Orgelgehäuse und einige Pfeifen. 1990 wurde das Instrument von der Orgelbaufirma Oberthür (Saintes) ausgebaut.
| I Grand Orgue C–c4 |                  |     |
| 01.                | Bourdon          | 16′ |
| 02.                | Montre           | 08′ |
| 03.                | Flûte Harmonique | 08′ |
| 04.                | Bourdon          | 08′ |
| 05.                | Prestant         | 04′ |
| 06.                | Doublette        | 02′ |
| 07.                | Mixtur IV        |     |
| 08.                | Cornet V         |     |
| 09.                | Basson           | 16′ |
| 10.                | Trompette        | 08′ |
| 11.                | Clairon          | 04′ |
| 12.                | Chamade          | 08′ |
| 13.                | Chamade          | 04′ |

| II Positif expressif C–c4 |             |         |
| 14.                       | Quintaton   | 16′     |
| 15.                       | Bourdon     | 08′     |
| 16.                       | Salicional  | 08′     |
| 17.                       | Flûte douce | 04′     |
| 18.                       | Quarte      | 02′     |
| 19.                       | Nasard      | 02 ⁄3′  |
| 20.                       | Tierce      | 01 3⁄5′ |
| 21.                       | Scharf IV   |         |
| 22.                       | Cromorne    | 08′     |
| 23.                       | Chamade     | 08′     |
| 24.                       | Chamade     | 04′     |
|                           | Tremblant   |         |

| III Récit expressif C–c4 |                   |     |
| 25.                      | Flûte traversière | 08′ |
| 26.                      | Gambe             | 08′ |
| 27.                      | Voix Céleste      | 08′ |
| 28.                      | Flûte octaviante  | 04′ |
| 29.                      | Fourniture III    |     |
| 30.                      | Hautbois          | 08′ |
| 31.                      | Trompette         | 08′ |
| 32.                      | Voix-Humaine      | 08′ |
| 33.                      | Octavin           | 02′ |
| 34.                      | Chamade           | 08′ |
| 35.                      | Chamade           | 04′ |
|                          | Tremblant         |     |

| Pédalier C–g1 |            |     |
| 36.           | Soubasse 0 | 32′ |
| 37.           | Soubasse   | 16′ |
| 38.           | Flûte      | 08′ |
| 39.           | Bourdon    | 08′ |
| 40.           | Bombarde   | 16′ |
| 41.           | Trompette  | 08′ |
| 42.           | Chamade    | 08′ |
| 43.           | Chamade    | 04′ |
| 44.           | Chamade    | 02′ |